# Conus centurio
Conus centurio е вид охлюв от семейство Conidae. Видът не е застрашен от изчезване.

## Разпространение и местообитание
Разпространен е в Американски Вирджински острови, Ангуила, Антигуа и Барбуда, Аруба, Барбадос, Бахамски острови, Бонер, Бразилия, Британски Вирджински острови, Венецуела, Гваделупа, Гвиана, Гренада, Доминика, Доминиканска република, Кайманови острови, Колумбия, Куба, Кюрасао, Мартиника, Монсерат, Пуерто Рико, Саба, Свети Мартин, Сейнт Винсент и Гренадини, Сейнт Китс и Невис, Сейнт Лусия, Сен Бартелми, Сен Естатиус, Синт Мартен, Суринам, Тринидад и Тобаго, Търкс и Кайкос, Френска Гвиана, Хаити и Ямайка.
Обитава пясъчните дъна на рифове. Среща се на дълбочина от 38,5 до 914 m, при температура на водата от 6,8 до 27,1 °C и соленост 35 – 36,8 ‰.